# 中國太陽神集團
中國太陽神集團有限公司（除牌當時為0512.HK），曾在1988年，當時是以「黃江保健品廠」，而上市日期為1995年12月19日上市，主要生產口服液、滋補雞精等保健品，為了開拓更多元化，進軍零件汽車製商，但由於長期虧損，再加上公司內部問題，包括內幕交易，原因前主席駱輝等多位董事在公布預虧之前，大量出售股權，當預期股價大跌前，而從中賺取獲利，於是被證券及期貨事務監察委員會檢控。其中駱輝需要罰款13785716港元給政府費用，遠遠不及錦興集團罰款最重。
於是出售獨立買家，更名為曼盛生物科技，到現時由遠大醫藥取代。

## 外部連結
- 遠大醫藥（页面存档备份，存于）
- 中國太陽神集團報告（英文版）（页面存档备份，存于）